# Чанкілі II
Чанкілі II (там. சங்கிலி குமாரன்; д/н — 1623) — останній четукавалан (володар) Джафни у 1617—1619 роках. Відомий також як Сегарасасекаран VIII.

## Життєпис
Походив з династії Ар'ячакраварті. Син володаря Періяпалаї. Про дату народження та молоді роки обмаль відомостей. Після смерті в 1617 році Парасасекарана VIII претендентів на престол було троє. Одним був Чанкілі, двома іншими претендентами були брат Арасакесарі, брат Парасасекарана VIII, та Піллай Араччі, раджа Піліє. Неповнолітній Парасасекарана VIII за підтримки португальців був проголошений володарем, а Арасакесарі став регентом. Невдовзі Чанкілі невдовзі Спочатку оголосив себе регентом, але це було відкинуто португальськими урядовцями в Коломбо. В результаті Чанкілі сам захопив трон під ім'ям Сегарасасекаран VIII.
Зрештою був призначений правителем Джафни, який підтвердив залежність від Португалії, пообіцявши, що він не матиме жодних контактів з очільниками піратів-караярів. Невдовзі здійснив різанини в палаці, де вбив малолітнього сина Парасасекарана VIII та інших претендентів на трон та інших представників династії. Це викликала заворушення серед знаті Джафни. У відповідь Мігапулле Араччі, син Піллая Араччі, за допомогою португальців витіснив Чанкілі II до Кайтса в серпні-вересні 1618 року. Йому довелося звернутися за допомогою до Раґунатха, наяком Тханджавура, який відправив 5-тисячну армію під орудою Кхема (також відомого як Варунакулаттан). Останній допоміг придушити повстання. Також Сегарасасекаран VIII дозволив малабарським корсарам використовувати базу на острові Недунтіву, яка становила загрозу для португальських кораблів, що проходили через Полкську протоку.
До червня 1619 року португальці організували два вторгнення до Джафни: морський похід було відбито Хемом, але 5-тисячна армія під командою Філіпе де Олівейра завдала поразки Чанкілі II, який потрапив у полон і був доставлений на Гоа. Тут 1623 року обезголовлений.
Уцілілих членів правлячої династії також доправили до Гоа і змусили стати ченцями або черницями. За цим державу Джафну було приєднано до португальських володінь.